# Olivier Richters
Olivier Richters (Hilversum, 5 september 1989) is een Nederlandse acteur, bodybuilder en ondernemer.

## Biografie
Op 17-jarige leeftijd was Richters lang en mager: hij woog slechts 80 kilogram en had al een lengte van 2,1 meter. Om meer zelfvertrouwen te krijgen besloot hij in 2007 te gaan fitnessen en stapte daarna over op bodybuilding. In 2019 was hij 2,18 meter lang en woog hij 155 kilogram. In 2013 richtte Richters samen met zijn broer en diens vriendin een online-bedrijf op dat vleesproducten levert.
Richters stond in 2018 op de omslag van het novembernummer van het Nederlandse maandblad Men's Health, waarin een artikel over hem stond.
De Amerikaanse acteur Richard Kiel, die onder andere eind jaren 70 de boomlange schurk Jaws speelde in twee James Bond-films, inspireerde Richters om te gaan acteren.  Richters speelde in de films Black Widow, The King's Man en The Electrical Life of Louis Wain. Hij was ook te zien in de HBO-serie Gangs of London.
Als ondernemer verkoopt Richters kant-en-klare maaltijden voor krachtsporters en andere mensen. Ook heeft hij samen met anderen een kledinglijn ontwikkeld voor mensen met grote kledingmaten.

## Filmografie

### Film
- 2013: Points of View, als harmoniumspeler
- 2018: Ravers, als magazijnmedewerker
- 2019: Nailed, als Iwan
- 2019: XIII, als Olivier
- 2020: Knuckledust, als Rawbone
- 2021: Miami Heat, als Olivier
- 2021: Black Widow, als Ursa Major
- 2021: The Electrical Life of Louis Wain, als bokser
- 2021: The King's Man, als H.M.S.G. (Huge Machinery Shack Guard)
- 2023: Indiana Jones and the Dial of Destiny, als Hauke
- 2024: Borderlands, als Krom

### Televisie
- 1991: De zomer van '45, als Jasper
- 2014: Fashion Planet, als assistent fotograaf
- 2020: Gangs of London, als Duncan
- 2025: Reacher, als Paulie